# شبدان (شهرستان کمین)
شبدان (به لاتین: Shabdan) یک روستا در قرقیزستان است که در شهرستان کمین واقع شده‌است. شبدان ۱٬۷۷۱ نفر جمعیت دارد و ۱٬۵۲۰ متر بالاتر از سطح دریا واقع شده‌است.